# Orgelmusik
Orgelmusik är musik skriven för orgel och ofta skriven av en kompositör som själv är organist.
De mest kända kompositörerna som har skrivit orgelmusik är Johann Sebastian Bach, Johannes Brahms, Franz Liszt, César Franck och Olivier Messiaen. Några av de mest kända verken för orgel är  Toccata och fuga d-moll av Johann Sebastian Bach och Toccata från Orgelsymfoni nr. 5 av Charles-Marie Widor.